# Grigorij Szajn
| Odkryte planetoidy: 3 | Odkryte planetoidy: 3 |
| --------------------- | --------------------- |
| (1057) Wanda          | 16 sierpnia 1925      |
| (1058) Grubba         | 22 czerwca 1925       |
| (1709) Ukraina        | 16 sierpnia 1925      |

Grigorij Abramowicz Szajn (ros. Григорий Абрамович Шайн, ur. 19 kwietnia 1892 w Odessie, zm. 4 sierpnia 1956 w Moskwie) – radziecki astronom.
Był członkiem Akademii Nauk ZSRR, a także licznych stowarzyszeń naukowych, w tym Royal Astronomical Society. W latach 1945–1952 był dyrektorem Krymskiego Obserwatorium Astrofizycznego.
Odkrył trzy planetoidy oraz kometę nieokresową C/1925 F1 (Shajn-Comas Sola), którą niezależnie odkrył Josep Comas Solá.
Jego żoną była Piełagieja Fiodorowna Szajn, również astronom, odkrywczyni komety okresowej 61P/Shajn-Schaldach.

## Upamiętnienie
Krater Shayn na Księżycu nazwano jego imieniem. Nazwa planetoidy (1648) Shajna upamiętnia Szajna i jego żonę.